# Gimouille
Gimouille est une commune française située dans le département de la Nièvre, en région Bourgogne-Franche-Comté.

## Géographie

### Localisation
La commune de Gimouille est située à 9,5 km de Nevers.

### Hydrographie
La Loire longe le nord de la commune en direction de l'Ouest où elle rencontre l'Allier, c'est d'ailleurs sur le territoire de la commune que la Loire et l'Allier se rejoignent.
Le Ruisseau de Fertot traverse la commune.

### Géologie et relief
L'altitude moyenne de Gimouille est de 180 m environ et la superficie de 14,38 km2. Sa densité de population est de  34,77 habitants par km2. Sa latitude est de 46.943 degrés nord et sa longitude est de 3.088 degrés est.
La commune est classée en zone de sismicité 2, correspondant à une sismicité faible.

### Climat
Pour des articles plus généraux, voir Climat de la Bourgogne-Franche-Comté et Climat de la Nièvre.
En 2010, le climat de la commune est de type climat océanique dégradé des plaines du Centre et du Nord, selon une étude du Centre national de la recherche scientifique s'appuyant sur une série de données couvrant la période 1971-2000. En 2020, Météo-France publie une typologie des climats de la France métropolitaine dans laquelle la commune est exposée à un climat océanique altéré et est dans la région climatique  Centre et contreforts nord du Massif Central, caractérisée par un air sec en été et un bon ensoleillement. 
Pour la période 1971-2000, la température annuelle moyenne est de 10,9 °C, avec une amplitude thermique annuelle de 16 °C. Le cumul annuel moyen de précipitations est de 825 mm, avec 11,7 jours de précipitations en janvier et 7,7 jours en juillet. Pour la période 1991-2020, la température moyenne annuelle observée sur la station météorologique de Météo-France la plus proche, « Nevers-Marzy », sur la commune de Marzy à 4 km à vol d'oiseau, est de 11,4 °C et le cumul annuel moyen de précipitations est de 783,5 mm. 
La température maximale relevée sur cette station est de 39,4 °C, atteinte le 31 juillet 2020 ; la température minimale est de −25 °C, atteinte le 9 janvier 1985,,. 
Les paramètres climatiques de la commune ont été estimés pour le milieu du siècle (2041-2070) selon différents scénarios d'émission de gaz à effet de serre à partir des nouvelles projections climatiques de référence DRIAS-2020. Ils sont consultables sur un site dédié publié par Météo-France en novembre 2022.

## Urbanisme

### Typologie
Au 1er janvier 2024, Gimouille est catégorisée commune rurale à habitat dispersé, selon la nouvelle grille communale de densité à sept niveaux définie par l'Insee en 2022.
Elle est située hors unité urbaine. Par ailleurs la commune fait partie de l'aire d'attraction de Nevers, dont elle est une commune de la couronne,. Cette aire, qui regroupe 93 communes, est catégorisée dans les aires de 50 000 à moins de 200 000 habitants,.

### Occupation des sols
L'occupation des sols de la commune, telle qu'elle ressort de la base de données européenne d’occupation biophysique des sols Corine Land Cover (CLC), est marquée par l'importance des territoires agricoles (73,6 % en 2018), en augmentation par rapport à 1990 (72,2 %). La répartition détaillée en 2018 est la suivante : terres arables (40,5 %), prairies (30,8 %), forêts (16,8 %), eaux continentales (5 %), zones urbanisées (2,8 %), zones agricoles hétérogènes (2,2 %), zones industrielles ou commerciales et réseaux de communication (1,7 %). L'évolution de l’occupation des sols de la commune et de ses infrastructures peut être observée sur les différentes représentations cartographiques du territoire : la carte de Cassini (XVIIIe siècle), la carte d'état-major (1820-1866) et les cartes ou photos aériennes de l'IGN pour la période actuelle (1950 à aujourd'hui).

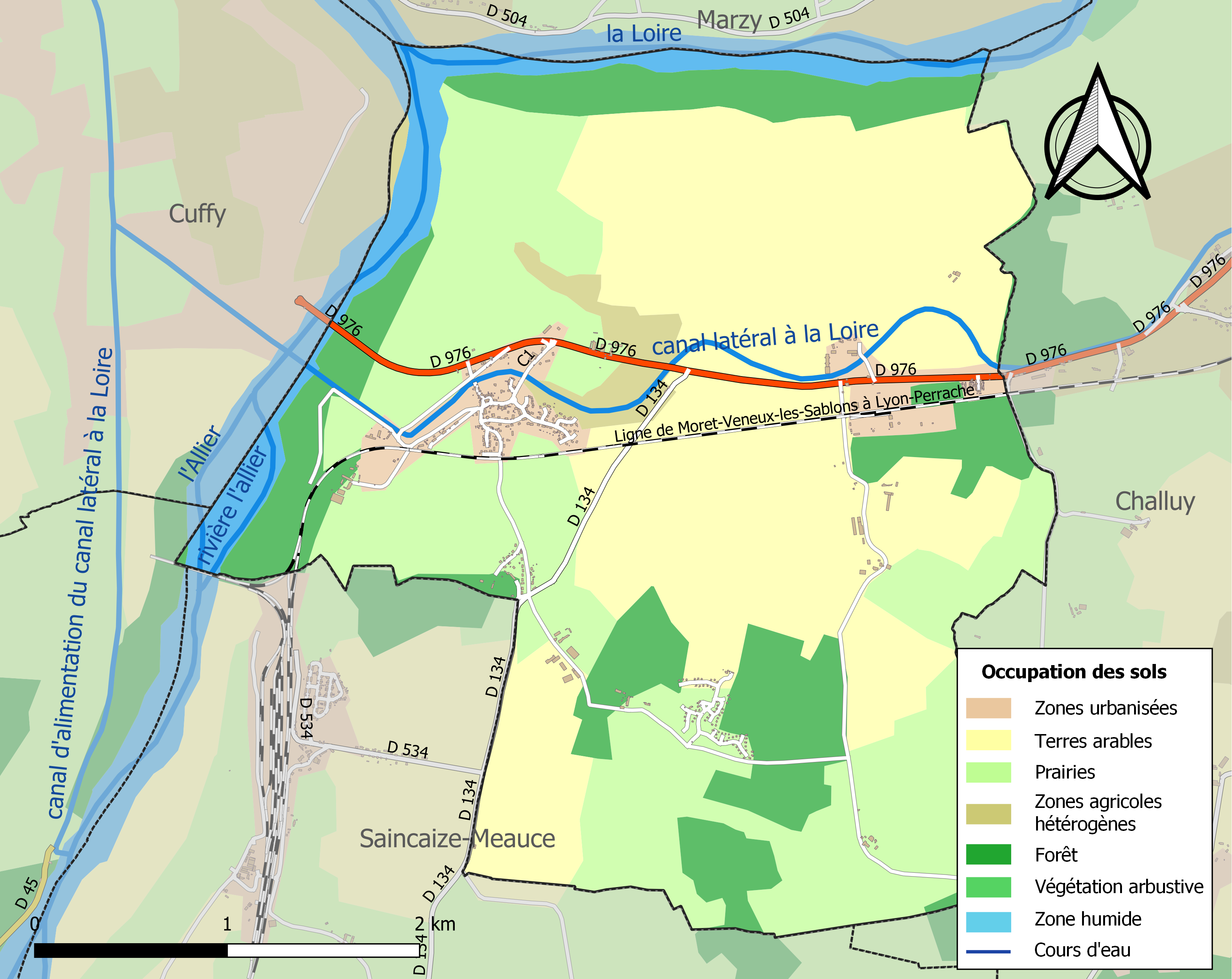
Carte des infrastructures et de l'occupation des sols de la commune en 2018 (CLC).

### Logement
En 2013, le nombre total de logements dans la commune était de 275.
Parmi ces logements, 64,5 % étaient des résidences principales, 27,2 % des résidences secondaires et 8,2 % des logements vacants.
La part des ménages propriétaires de leur résidence principale s’élevait à 68,9 %.

## Histoire
Gimolliis en 1287, du nom du vétéran Gemollus à qui César donna le territoire.
Le fief du Marais relevait du comté de Nevers.

## Politique et administration

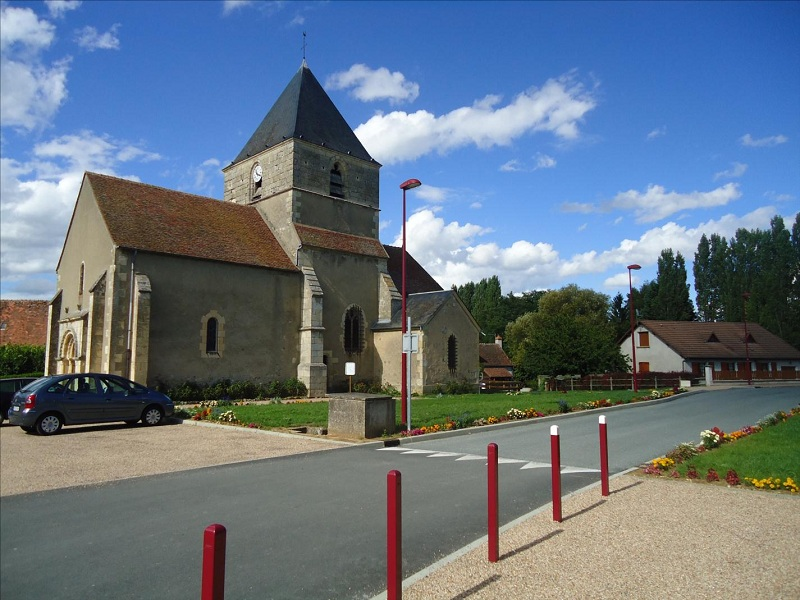
Église Saint-Laurent.

| Période                                  | Période  | Identité        | Étiquette | Qualité |
| ---------------------------------------- | -------- | --------------- | --------- | ------- |
| mars 2001                                | 2014     | Bernard Nicolas |           |         |
| mars 2014                                | En cours | Alain Bourcier  |           |         |
| Les données manquantes sont à compléter. |          |                 |           |         |

### Intercommunalité
Le 1er janvier 2010, Gimouille quitte la communauté de communes Loire et Allier et adhère à la communauté d'agglomération de Nevers.

## Démographie
L'évolution du nombre d'habitants est connue à travers les recensements de la population effectués dans la commune depuis 1793. Pour les communes de moins de 10 000 habitants, une enquête de recensement portant sur toute la population est réalisée tous les cinq ans, les populations de référence des années intermédiaires étant quant à elles estimées par interpolation ou extrapolation. Pour la commune, le premier recensement exhaustif entrant dans le cadre du nouveau dispositif a été réalisé en 2006.

En 2022, la commune comptait 414 habitants, en évolution de −10,58 % par rapport à 2016 (Nièvre : −3,28 %, France hors Mayotte : +2,11 %).
| 1793 | 1800 | 1806 | 1821 | 1831 | 1836 | 1841 | 1846 | 1851 |
| ---- | ---- | ---- | ---- | ---- | ---- | ---- | ---- | ---- |
| 242  | 225  | 176  | 208  | 169  | 293  | 261  | 267  | 278  |

| 1856 | 1861 | 1866 | 1872 | 1876 | 1881 | 1886 | 1891 | 1896 |
| ---- | ---- | ---- | ---- | ---- | ---- | ---- | ---- | ---- |
| 295  | 281  | 344  | 356  | 360  | 376  | 317  | 324  | 302  |

| 1901 | 1906 | 1911 | 1921 | 1926 | 1931 | 1936 | 1946 | 1954 |
| ---- | ---- | ---- | ---- | ---- | ---- | ---- | ---- | ---- |
| 296  | 327  | 373  | 379  | 399  | 430  | 428  | 409  | 429  |

| 1962 | 1968 | 1975 | 1982 | 1990 | 1999 | 2006 | 2011 | 2016 |
| ---- | ---- | ---- | ---- | ---- | ---- | ---- | ---- | ---- |
| 422  | 380  | 307  | 270  | 506  | 512  | 487  | 463  | 463  |

| 2021 | 2022 | - | - | - | - | - | - | - |
| ---- | ---- | - | - | - | - | - | - | - |
| 426  | 414  | - | - | - | - | - | - | - |

## Économie
- Polyculture, pâturages ;
- Élevage (bovins, ovins) ;
- Apiculture.

### Revenus de la population et fiscalité
Le nombre de ménages fiscaux en 2013 était de 187 et la  médiane du revenu disponible par unité de consommation  de 19 689 €.

### Emploi
En 2014, le nombre total d’emploi au lieu de travail était de 59 .
Le taux d’activité de la population âgée de 15 à 64 ans s'élevait à  76,8% contre un taux de chômage de 14,2%.

### Entreprises et commerces
En 2015, le nombre d’établissements actifs était de trente-cinq dont cinq dans l’agriculture-sylviculture-pêche, deux  dans l'industrie, trois dans la construction, vingt et un  dans le commerce-transports-services divers et quatre relatifs au secteur administratif.
Cette même année, deux entreprises ont été créées par des auto-entrepreneurs.

## Lieux et monuments
Monuments civils:

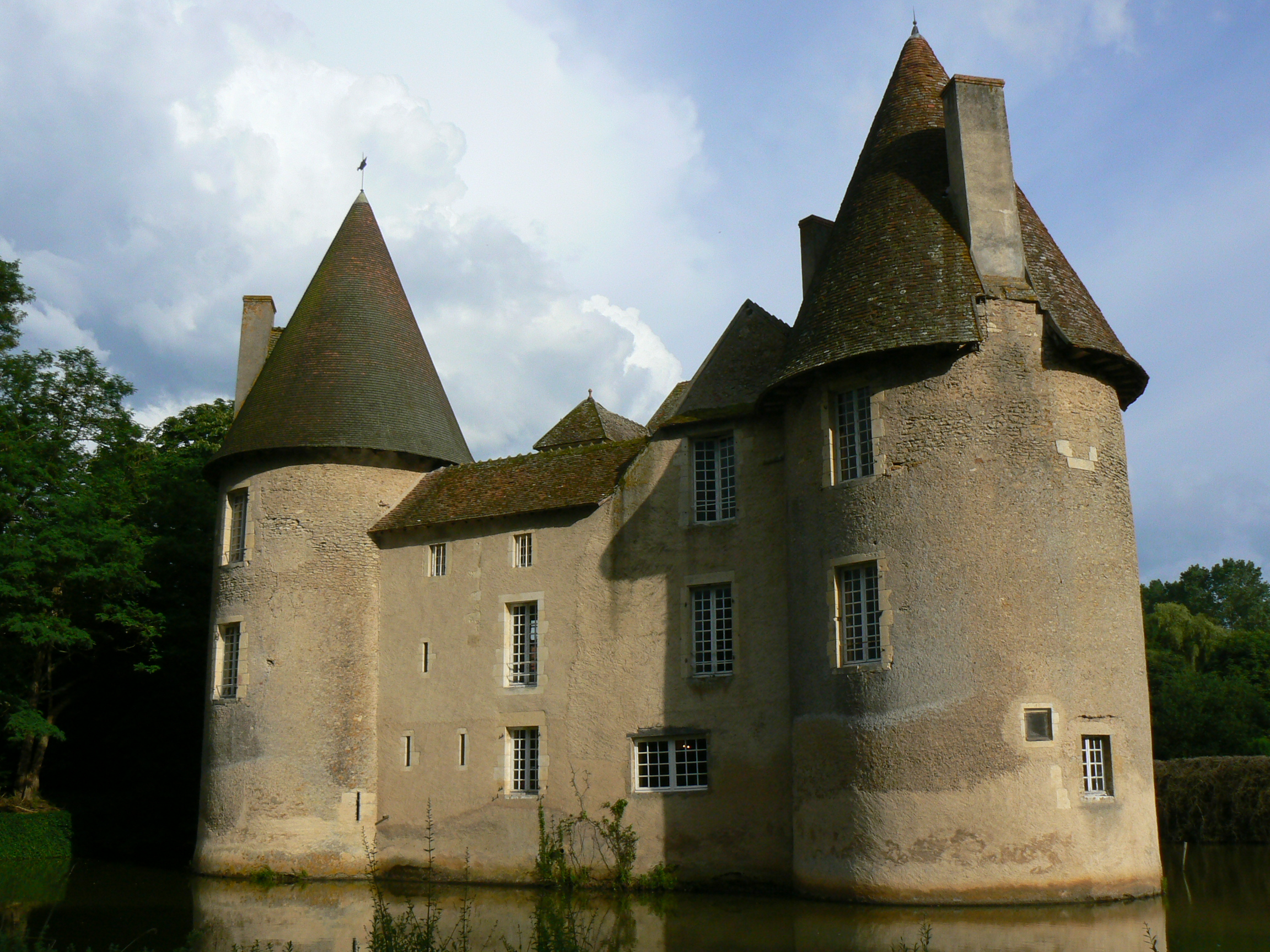
Le château du Marais.

- château du Marais : le château date du XIVe siècle et est entouré de trois douves.  Inscrit MH (1927)
- 4 autres châteaux datent du XIXe siècle : 
  - château du Colombier,
  - château de Fertot, construit pour le comte Choulot de Lavenne, le parc du château y compris la maison des cygnes sont  Inscrit MH (2008)[20].
  - château de La Grâce,
  - château de Sampanges
- Maisons de mariniers, au Bec d'Allier
- Pont-canal du Guétin du canal latéral à la Loire (362 m).
- Sentier du Passeur :

Le Bec d'Allier est la confluence des deux plus grands cours d'eau sauvages en France : la Loire et l'Allier. Ils sont à l'origine de milieux naturels remarquables avec une faune et une flore variées. Le sentier du Passeur présente cette variété par une friche sur sable, une forêt intermédiaire, des grèves. À l'extrémité du sentier se trouve un observatoire permettant de visionner les oiseaux migrateurs. Le parking d'accès se situe au bourg de Gimouille. De là, à pied, il faut suivre le canal, puis juste avant le pont-canal du Guétin, il faut descendre le chemin jusqu'en dessous du pont routier.

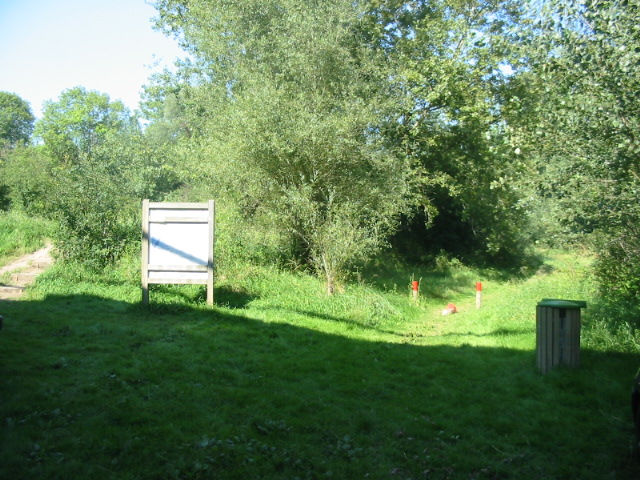
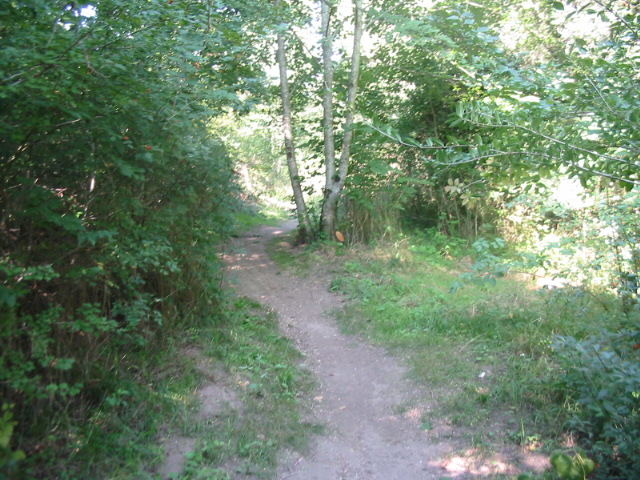

- Gare de Gimouille, ancienne gare d'échange entre le canal et le chemin de fer. Le vestige d'une grue à pivot marque son emplacement sur le quai du port de Gimouille[21].
- Tunnel de Sampanges (tunnel ferroviaire ouvert uniquement aux journées du patrimoine[22].)

Monuments religieux
- L'église Saint-Laurent romane  du XIIe siècle : à l'intérieur, La Vierge à l'Enfant à la colombe, statue en pierre peinte de la fin du XVe siècle et  Classé MH (1913)[23].
- Le presbytère du XVIIIe siècle.

## Personnalités liées à la commune
- Jehan de Boisgibault.